# Diplomático

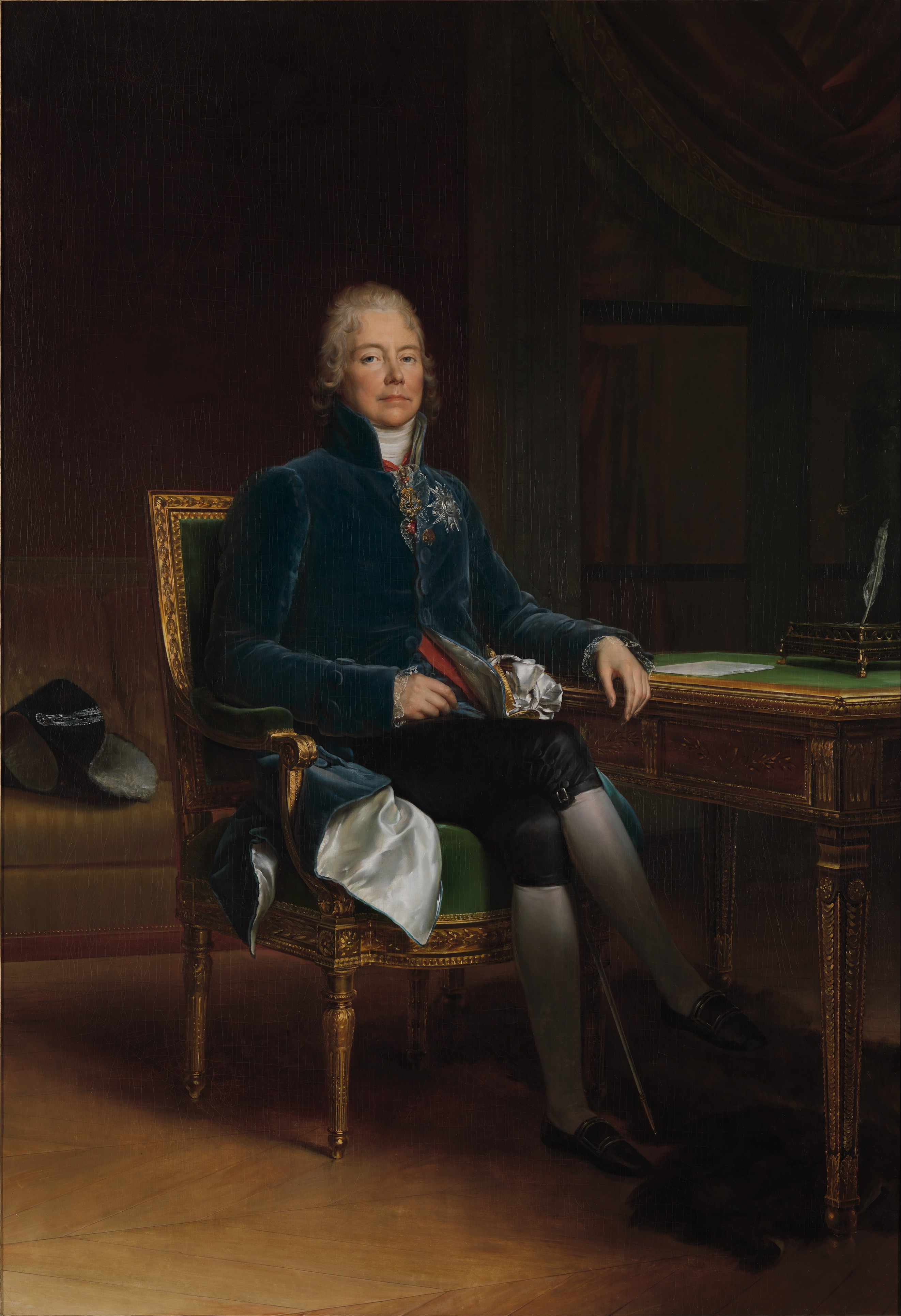
El diplomático francés Charles Maurice de Talleyrand es considerado uno de los diplomáticos más hábiles de todos los tiempos.

Un diplomático (del griego antiguo: δίπλωμα, romanizado: diploma) es un servidor público, sea de carrera o por designación política, que ejerce la representación del Estado en las relaciones internacionales.
Los diplomáticos tienen la función principal de representar y proteger los intereses de su país, facilitar acuerdos estratégicos y promover relaciones amistosas, comercio y tecnología. Los diplomáticos experimentados también son empleados en organizaciones internacionales y empresas multinacionales. El estado receptor debe consentir la designación de un diplomático clave, como un embajador, y puede rechazarlo sin justificación. Un diplomático puede ser declarado persona non grata en cualquier momento, y el estado que lo envía puede retirarlo.
Esta profesión puede ejercerla en una misión diplomática o consular, ante un organismo internacional, en el Ministerio de Relaciones Exteriores al que pertenece o destacado ante cualquier repartición estatal en el interior de su país.

## Terminología

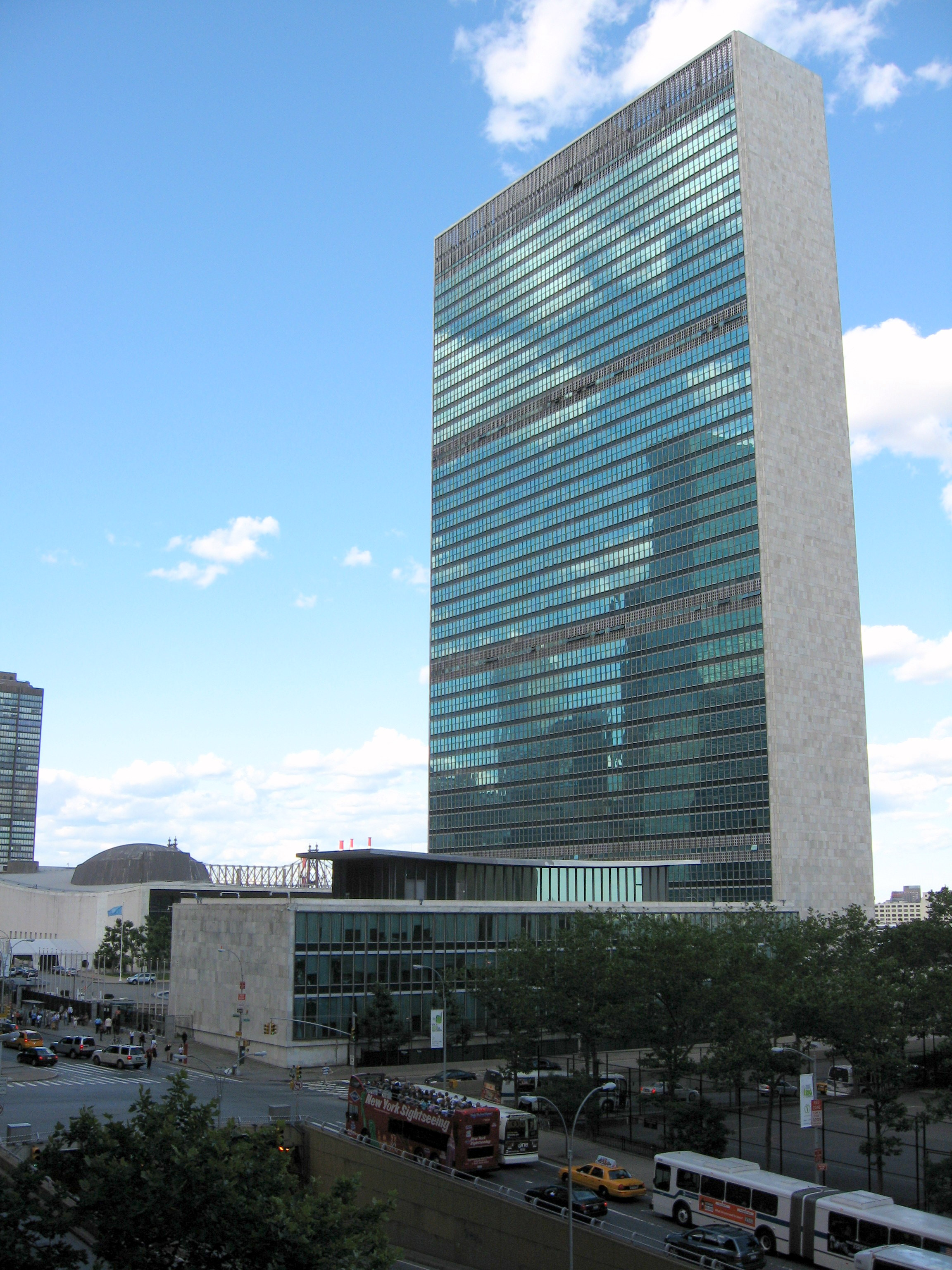
La sede de las Naciones Unidas en la ciudad de Nueva York, la organización diplomática internacional más grande del mundo.

El uso regular de la representación diplomática permanente comenzó en los estados de Italia en el siglo XV. Sin embargo, los términos «diplomacia» y «diplomático» aparecieron durante la Revolución francesa. «Diplomático» proviene del griego antiguo διπλωμάτης (diplōmátēs), que significa «el poseedor de un diploma», haciendo referencia a los documentos de acreditación de los diplomáticos otorgados por su soberano.
Los propios diplomáticos y los historiadores a menudo se refieren al ministerio de relaciones exteriores por su ubicación: Ballhausplatz (Viena), Quai d'Orsay (París), Wilhelmstraße (Berlín); Itamaraty (del antiguo Palacio Itamaraty en Río de Janeiro, ahora trasladado a Brasilia desde 1970) y Foggy Bottom (Washington D. C.). Para el Imperio ruso hasta 1917, era el Puente de los Coristas (San Petersburgo). El ministerio italiano se llamaba la Consulta.

## Diplomáticos de carrera y funcionarios políticos

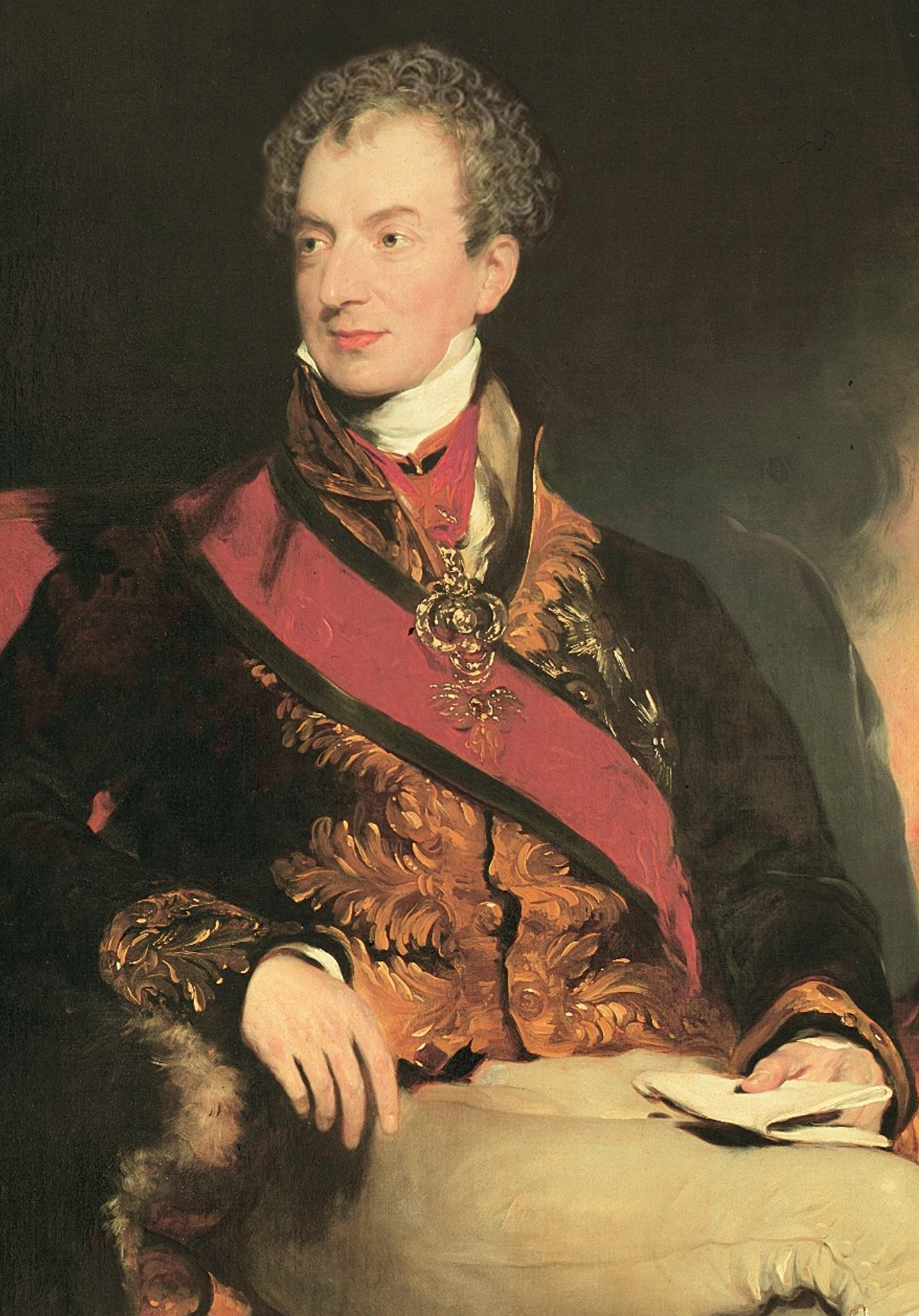
Metternich fue más un funcionario político que un diplomático de carrera, y es considerado uno de los más grandes diplomáticos de la historia por su rol clave en la diplomacia europea del.

Aunque cualquier persona puede ser designada por el gobierno nacional de un Estado para conducir las relaciones de dicho Estado con otros Estados u organizaciones internacionales, varios Estados mantienen un grupo institucionalizado de diplomáticos de carrera, es decir, servidores públicos con una conexión profesional estable con el ministerio de relaciones exteriores del país. El término diplomático de carrera se utiliza en todo el mundo en oposición a los nombramientos políticos (es decir, personas provenientes de otros ámbitos profesionales que también pueden ser designadas por un gobierno oficial para actuar como diplomáticos en el extranjero). Aunque oficialmente asignados a una embajada o delegación en un país extranjero o acreditados ante una organización internacional, tanto los diplomáticos de carrera como los nombrados políticamente gozan de las mismas inmunidades diplomáticas, al igual que los funcionarios de las Naciones Unidas. Los jefes de Estado ceremoniales suelen actuar como diplomáticos en nombre de su nación, generalmente siguiendo las instrucciones de su jefe de Gobierno. Sasson Sofer sostiene que «el diplomático ideal, por la naturaleza de su misión, está destinado a chocar con las necesidades expedientes de la política de su país». Ha habido casos en que políticos ridiculizaban a los diplomáticos. Por ejemplo, el presidente John F. Kennedy solía denigrar a los diplomáticos de carrera tratándolos como «débiles y afeminados» y trasladó las decisiones de política exterior fuera de sus manos.

## Rangos diplomáticos

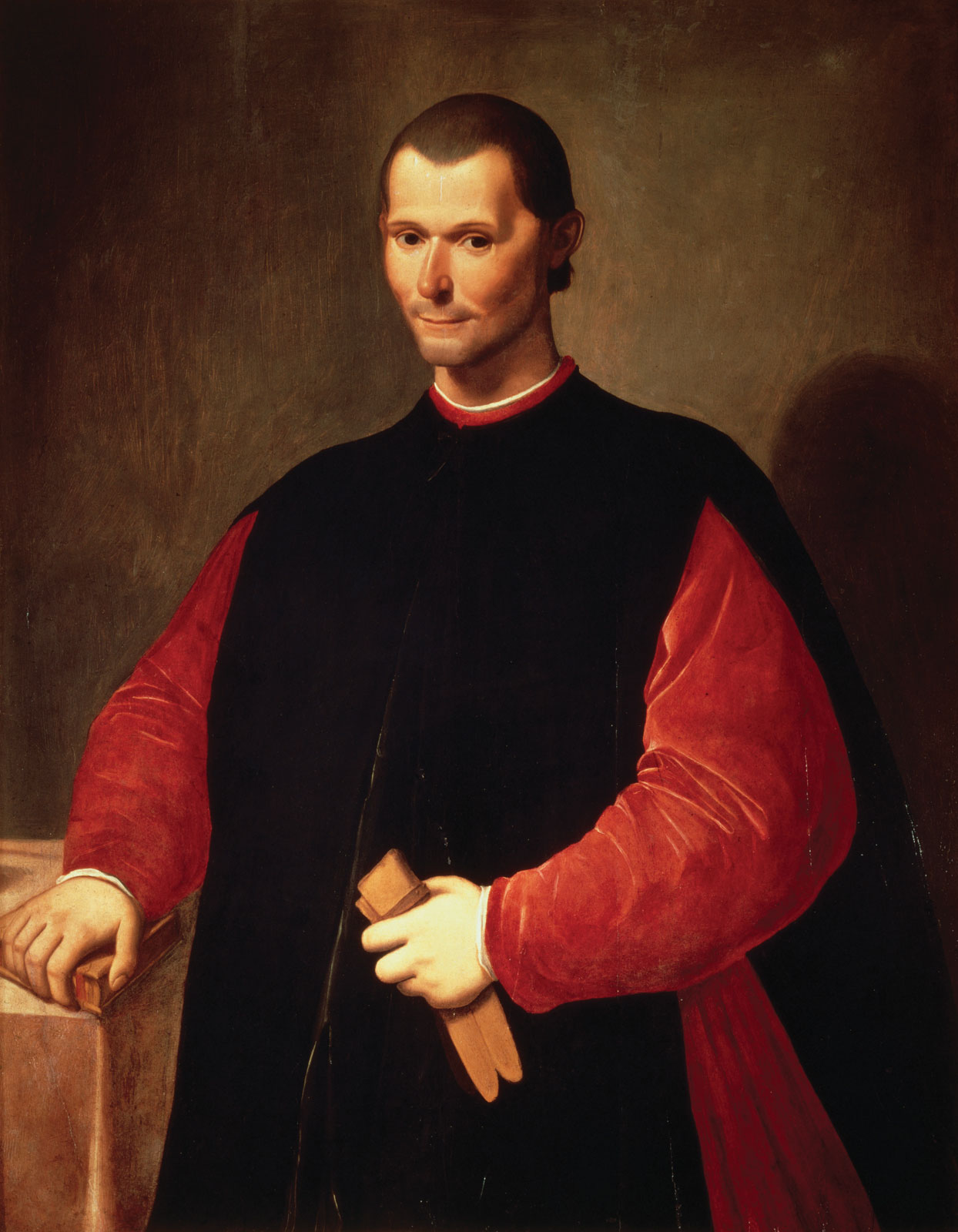
Nicolás Maquiavelo ostentó el título de «secretario» de la Segunda Cancillería de Florencia, con misiones diplomáticas entre 1498 y 1512.

Todo diplomático destinado en el extranjero es clasificado en un rango diplomático según lo establecido por el derecho internacional, específicamente por la Convención de Viena sobre Relaciones Diplomáticas (1961). Estos rangos incluyen secretario, consejero, ministro, enviado, embajador y encargado de negocios, dependiendo de su nivel dentro de la misión. Los diplomáticos desempeñan un rol clave en la gestión de la política exterior y la representación oficial de su Estado. A diferencia de los diplomáticos, los cónsules tienen funciones consulares y se encargan de asistir a ciudadanos, facilitar trámites y fomentar relaciones económicas y culturales. Por su parte, los agregados militares, aunque forman parte de una misión diplomática, representan a las fuerzas armadas de su país y no al Ministerio de Relaciones Exteriores, lo que limita su papel en la formulación de la política exterior al más alto nivel.

## Formación
La mayoría de los diplomáticos de carrera poseen títulos universitarios en relaciones internacionales, ciencias políticas, historia, economía o derecho. La inteligencia emocional se ha incorporado como un componente en muchos programas de formación del servicio exterior.
En España, por ejemplo, la formación diplomática se imparte en instituciones como la Escuela Diplomática, dependiente del Ministerio de Asuntos Exteriores, Unión Europea y Cooperación, y en la Asociación de Diplomáticos Españoles (ADE), que asesora desde 1990.
Debido a la amplia gama de temas que un diplomático debe abordar, se especializan en áreas específicas, con cada ministerio de relaciones exteriores contando con expertos principales y colaboradores. Históricamente, la diplomacia ha sido un campo de interés para filósofos, políticos y monarcas, como el rey Esteban I de Hungría, quien es considerado un gran diplomático por sus principios de humildad, bondad y estabilidad en las relaciones internacionales.

## Estatus e imagen pública
Los diplomáticos han sido históricamente considerados miembros de una profesión exclusiva y prestigiosa. La imagen pública de los diplomáticos ha sido descrita como «una caricatura de hombres con trajes de rayas deslizándose por un interminable cóctel global». J. W. Burton ha señalado que «a pesar de la ausencia de una formación profesional específica, la diplomacia posee un alto estatus profesional, debido quizás a un cierto grado de secreto y misterio que sus practicantes fomentan de manera consciente». El Estado respalda este alto estatus, los privilegios y la autoestima asociados a la profesión. La elevada consideración hacia los diplomáticos también se debe a la cuidadosa selección que la mayoría de los países hace de sus representantes, teniendo en cuenta su profesionalismo y su capacidad para comportarse conforme a ciertas normas de etiqueta, con el fin de promover eficazmente sus intereses. Asimismo, el derecho internacional otorga a los diplomáticos amplios privilegios e inmunidades, lo que refuerza aún más su distinción respecto al estatus de un ciudadano común.

## Psicología y lealtad
Mientras están en el extranjero, existe el riesgo de que los diplomáticos se desconecten de su propio país y cultura. Harold Nicolson reconoció que los diplomáticos pueden volverse «desnacionalizados, internacionalizados y, por lo tanto, deshidratados, una elegante cáscara vacía» (texto original: denationalised, internationalised and therefore dehydrated, an elegant empty husk).
Nicolson también afirmó que los motivos personales a menudo influían en la búsqueda diplomática del interés nacional. Por ejemplo, escribió: «Nadie que no haya visto a los estadistas tratar entre ellos puede tener una idea real de la enorme parte que juegan en los asuntos humanos causas tan inconfesables y, a menudo, no reconocibles como la fatiga, la amabilidad, el afecto o desdén personal, el malentendido, la sordera o el dominio incompleto de un idioma extranjero, la vanidad, los compromisos sociales, las interrupciones y la salud momentánea» (Nobody who has not actually watched statesmen dealing with each other can have any real idea of the immense part played in human affairs by such unavowable and often unrecognisable causes as lassitude, affability, personal affection or dislike, misunderstanding, deafness or incomplete command of a foreign language, vanity, social engagements, interruptions and momentary health).

## Día Internacional del Diplomático
Los diplomáticos comenzaron a celebrar el Día Internacional del Diplomático el 24 de octubre desde 2017. La idea de celebrar este día en el aniversario de la fundación de las Naciones Unidas  fue propuesta por el diplomático indio Abhay Kumar, con el fin de conmemorar la diplomacia como el principal medio para resolver disputas.